# Sudoły (Pysznica)
Sudoły – przysiółek wsi Pysznica w Polsce, położony w województwie podkarpackim, w powiecie stalowowolskim, w gminie Pysznica.
Administracyjnie przysiółek Sudoły jest odrębnym sołectwem w gminie Pysznica.
W latach 1975–1998 przysiółek administracyjnie należał do województwa tarnobrzeskiego.